# Ostrovačice
Ostrovačice (en allemand : Schwarzkirchen) est un bourg (městys) du district de Brno-Campagne, dans la région de Moravie-du-Sud, en République tchèque. Sa population s'élevait à 706 habitants en 2020.

## Géographie
Ostrovačice se trouve à 4 km au nord-nord-est de Rosice, à 19 km à l'ouest de Brno et à 172 km au sud-est de Prague.
La commune est limitée par Veverské Knínice au nord, par Brno à l'est, par Popůvky, Omice et Rosice au sud, et par Říčany à l'ouest.

## Histoire
La première mention écrite de la localité date de 1255. La commune a le statut de městys depuis le 10 octobre 2006.

## Transports
Ostrovačice est desservie par l'autoroute D1 (sortie  178), qui relie Prague à la frontière polonaise en passant par Brno et Ostrava.